# Джусалы-Кезень
Джусалы́-Кезе́нь, или иногда Жосылкезен  — осыпной перевал в основной ветви Большого Алматинского отрога хребта Заилийский Алатау (Северный Тянь-Шань), располагается между вершинами Турист и Большой Алматинский пик, соединяет ущелья рек Озёрная (Большое Алматинское или Озёрное ущелье) и Проходная (Алмарасанское или Проходное ущелье). Высота седловины 3375 метров, категория сложности не присвоена. По восточному склону от Большого Алматинского озера до седловины проходит автодорога. На перевале располагается Высокогорная научная станция космических лучей (ВНСКЛ) Физико-технического института МОН РК и Физического института им. П. Н. Лебедева РАН.

## Достопримечательности
Перевал разделяет бассейны реки Проходная и Большого Алматинского озера. У подножия западного склона находится, так называемый, «Алёшкин мост» — памятное место и в то же время удобная переправа через реку Проходная.